# Университет Ла-Лагуна

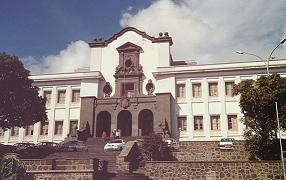
Педагогический факультет Университета Ла-Лагуна

Университет Ла-Лагуна (исп. Universidad de La Laguna, сокр. ULL) — университет в Испании, расположенный в городе Сан-Кристобаль-де-ла-Лагуна на острове Тенерифе. Университет, старейший на Канарских островах, обучает больше студентов. чем любой из высших учебных заведений в этом регионе Испании. Университет Ла-Лагуны включает в себя 4 кампуса: Центральный, Аншиета, Гуахара, и кампус в Санта-Крус-де-Тенерифе.
В 2015 году, университет Ла-Лагуна был включён в рейтинг топ-500 университетов мира.

## История

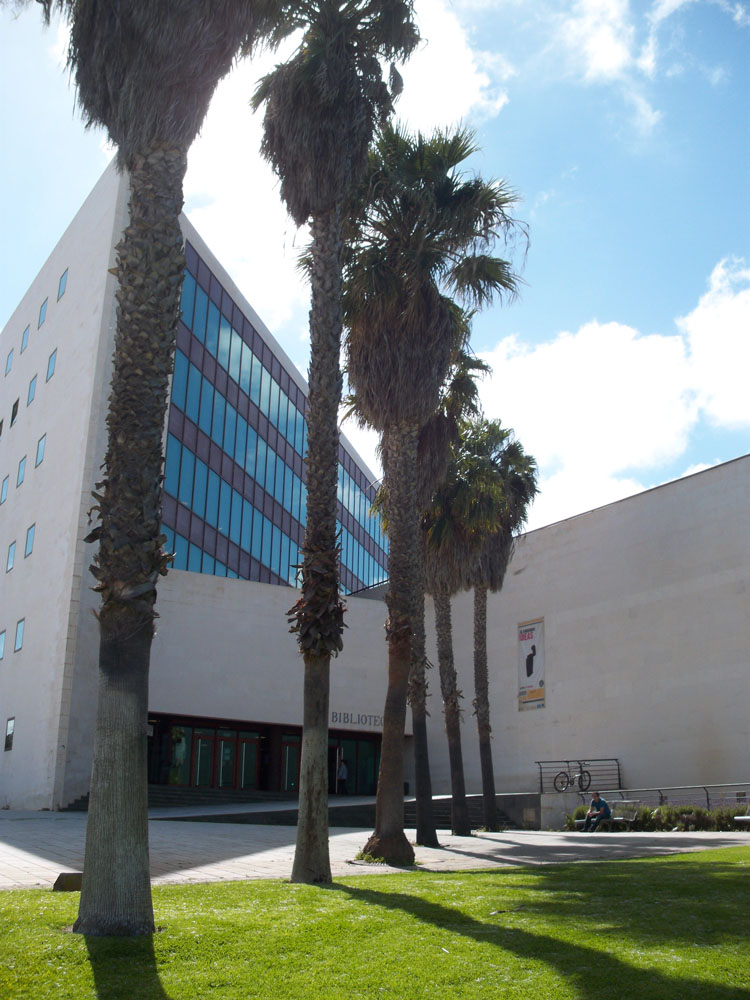
Кампус Гуахара, Университет Ла-Лагуна

Университет ведёт своё начало с 1701 года, когда в городе был основан августинцами образовательный центр. Папская булла от 1744 года предлагала преобразовать его в Духовный Университет Святого Августина.
В 1792 году согласно королевскому декрету Карл IV полагалось учреждение в Сан-Кристобале-де-ла-Лагуна, в то время столице Тенерифе, первого Universidad Literaria на Канарских островах, но политическая ситуация в материковой Испании не позволила этому осуществиться. Тем не менее с восстановлением на испанском троне династии Бурбонов в лице Фердинанда VII, университет был утверждён в Ла-Лагуне, как Universidad de San Fernando, вызвав возмущения среди правительств остальных островов.

## Подразделения университета
Университет делится на подразделения в Сан-Кристобаль-де-ла-Лагуна и Санта-Крус-де-Тенерифе. Кроме того в его состав входят университетские учебные курсы такие как: Экологический университет Ла-Пальма, Летний университет на острове Лансароте, Летний университет на острове Гомера, Летний университет в Адехе (Тенерифе), классы моря на Иерро и курсы повышения квалификации в различных муниципалитетах на Тенерифе и других островах.